# Velika nagrada Las Vegasa
Velika nagrada Las Vegasa (angleško Las Vegas Grand Prix) je dirka svetovnega prvenstva Formule 1.
Prvotna dirka v Las Vegasu je štela za svetovno prvenstvo Formule 1 le dvakrat, v sezonah 1981 in 1982. Potekala je na začasnem dirkališču Caesars Palace Grand Prix Circuit, ki je bilo urejeno na parkirišču hotela Caesars Palace, zaradi česar je bila v angleščini znana pod imenom Caesars Palace Grand Prix. Proga je bila dolga 3,650 kilometra, dirka pa je potekala 75 krogov.
30. marca 2022 je bilo sporočeno, da bo Velika nagrada Las Vegasa znova uvrščena na koledar dirk za svetovno prvenstvo Formule 1 v sezoni 2023 ter na sporedu novembra kot nočna dirka na uličnem dirkališču, ki bo popolnoma novo urejeno na ulicah v bližini območja Las Vegas Strip. Z objavo koledarja dirk za sezono 2023 je bilo potrjeno, da bo Velika nagrada Las Vegasa na sporedu 18. novembra kot predzadnja v sezoni. Proga na začasnem dirkališču, imenovanem Las Vegas Strip Circuit, je dolga 6,201 kilometra, dirka poteka 50 krogov.
Prva dirka za Veliko nagrado Las Vegasa na dirkališču Las Vegas Strip Circuit je bila tretja dirka v Združenih državah Amerike v sezoni 2023, po Veliki nagradi Miamija in Veliki nagradi ZDA, kar je bilo prvič po sezoni 1982, da so Združene države Amerike gostile tri dirke Formule 1 v eni sezoni. Dirka je potekala 18. novembra 2023 ter je bila prva dirka Formule 1 v Las Vegasu po sezoni 1982 in prva dirka na nekem uličnem dirkališču v Las Vegasu po dirki prvenstva Champ Car leta 2007.

## Zmagovalci Velike nagrade Las Vegasa
Dirke, ki so štele za svetovno prvenstvo Formule 1, označuje belo ozadje, dirke prvenstva Indy Car World Series pa modro.
| Leto | Dirkač           | Konstruktor         | Dirkališče      | Poročilo |
| ---- | ---------------- | ------------------- | --------------- | -------- |
| 2024 | George Russell   | Mercedes            | Las Vegas Strip | Poročilo |
| 2023 | Max Verstappen   | Red Bull-Honda RBPT | Las Vegas Strip | Poročilo |
| 1984 | Tom Sneva        | March-Ford          | Caesars Palace  | Poročilo |
| 1983 | Mario Andretti   | Lola-Ford           | Caesars Palace  | Poročilo |
| 1982 | Michele Alboreto | Tyrrell-Ford        | Caesars Palace  | Poročilo |
| 1981 | Alan Jones       | Williams-Ford       | Caesars Palace  | Poročilo |